# In einem Land vor unserer Zeit XII – Die große Flugschau
In einem Land vor unserer Zeit XII – Die große Flugschau ist ein Zeichentrickfilm. Regie führte Charles Grosvenor. Drehbuchautor war John Loy. Der Film ist im Jahr 2006 in den USA erschienen. Er stammt von Universal Pictures.

## Handlung
Petrie und dessen Geschwister bereiten sich auf das große Ereignis des "Tag der Flieger" vor. Doch Petrie ist nicht motiviert genug dafür, weil er immer wieder aus der Formation fällt. Während seines Trainings macht er Bekanntschaft mit Guido, welcher nicht weiß, wer er ist und wo er hingehört. Doch zusammen können die beiden sich gegenseitig helfen, ihre Probleme in den Griff zu kriegen.

## Charaktere
| Rolle                 | Gattung     | Englischer Sprecher | Deutscher Sprecher   |
| --------------------- | ----------- | ------------------- | -------------------- |
| Littlefoot            | Apatosaurus | Nick Price          | Rubina Nath          |
| Cera                  | Triceratops | Anndi McAfee        | Magdalena Turba      |
| Petrie                | Pteranodon  | Jeff Bennett        | Wolfgang Ziffer      |
| Spike                 | Stegosaurus | Rob Paulsen         | Mario von Jascheroff |
| Littlefoots Großvater | Apatosaurus | Kenneth Mars        | Karl Schulz          |
| Ceras Vater           | Triceratops | John Ingle          | Helmut Krauss        |
| Tria                  | Triceratops | Camryn Manheim      | Heidrun Bartholomäus |
| Guido                 |             | Rob Paulsen         | Marius Clarén        |
| Petries Mutter        | Pteranodon  | Tress MacNeille     | Astrid Bless         |
| Erzähler              |             | John Ingle          | Roland Hemmo         |